# T’As Vu?
T'As Vu? – pierwszy album francuskiej grupy hip-hopowej Fatal Bazooka, której członkiem jest Michael Youn

## Lista utworów
CD 1
1. T'As Vu (feat Cut Skieur) (Intro) - 1:37
2. Fous ta cagoule - 3:25
3. Viens Bégère - 3:47
4. j'aime Trop Ton Boule - 3:37
5. Mc Chamallow - 1:06
6. Viva Bazooka - 4:37
7. Saturday Night Kebab 3:34
8. Ouais Ma Gueule - 3:42
9. Ego Trip - 4:16
10. Mc Introverti - 0:39
11. Mauvaise Foi Nocturne (feat Vitoo) - 6:07
12. Sale Connasse - 3:57
13. Chienne De Vie (feat Tristesse au Soleil) - 3:44
14. C'Est Une Pute - 1:34
15. Auto-Clash - 4:52
16. Mc Québec City - 1:45
17. Parle à ma main (feat Yelle & Christelle) - 4:12
18. Trankillement - 3:26
19. Crêpes Au Froment (feat Finistère Amer) - 5:56

CD 2 (DVD)
1. Making of T'As Vu Dedans
2. Fous Ta Cagoule + Fous ta cagoule (remix)
3. Mauvaise Foi Nocturne